# سرورة (الدوادمي)
سرورة، هي قرية من فئة (ب) تقع في محافظة الدوادمي، والتابعة لمنطقة الرياض في السعودية. وتبعد سرورة عن محافظة الدوادمي بمسافة تقارب () كم.